# 马哈迪音乐剧
马哈迪音乐剧（英語：Mahathir, the Musical）是一部马来西亚音乐剧，于2010年9月24日至10月4日在吉隆坡国家文化宫上演。该音乐剧的主题围绕着该国前首相马哈迪·莫哈末。

## 剧情
马哈迪音乐剧讲述了马哈迪的一生，勾勒了他的乡村背景、马来西亚于1957年脱离英国独立，以及他在1960年代进入政界后的成功。该剧还将马哈迪描绘成一个有远见的人，从他在童年时代卖气球赚零花钱的生活，一直到1981年升任马来西亚首相，以及在2003年退休前的执政时光。

## 演出者
| Role          | Actor                        |
| ------------- | ---------------------------- |
| 马哈迪        | 艾斯玛·丹尼尔（Esma Daniel） |
| 安华·依布拉欣 |                              |
| 茜蒂哈斯玛    |                              |